# Jean Rémuzat
Jean Rémuzat   (1815 - 1880) fou un virtuós francès de la flauta.
Remuzat es va convertir en estudiant de Tulou al Conservatori de París el 1830. Va obtenir el primer premi dos anys després. Remuzat va fer-se escoltar amb molt de gust en molts concerts. Es va establir a Londres, on es va convertir en el primer flautista del "Her Majesty's Theatre". Quan el teatre va arribar a la seva fi en 1852, va tornar a París i va entrar com un flautista solista en el Teatre Líric. Mai va utilitzar la flauta bohèmia, però va mantenir l'antic sistema de flautes. Diverses de les seves composicions de flautes estan publicades a París i Londres. L'única flauta d'or del famós fabricant de flautes franceses Louis Lot es va fer per a Jean Rémuzat per encàrrec de l'"Associació Filharmònica de Xangai", com a gràcies que volia ser president. Va ajudar a formar l'Orquestra Simfònica de Xangai i va ser director de la seva fundació el 1879 fins a la seva mort. Jean Rémusat és el pare del pintor Claude Rémuzat.
Publicà un Mètode per a flauta i un gran nombre de solos, nombroses fantasies, duos, etc., per aquest instrument. Les més conegudes són Album des jeunes flutistes, 6 àries per a flauta, Feuilleton du flütiste, 6 peces per a flauta solista i transcripcions per aquest instrument.